# Plebejus rezneciki
Plebejus rezneciki är en fjärilsart som beskrevs av Max Bartel 1905. Plebejus rezneciki ingår i släktet Plebejus och familjen juvelvingar. Inga underarter finns listade i Catalogue of Life.